# Góra Bernadzikiewicza
Góra Bernadzikiewicza (norw. Bernadzikiewiczfjellet) - góra na Spitsbergenie, we wschodniej części pasma Gór Piłsudskiego, o wysokości 751 m n.p.m. Nazwana na cześć Stefana Bernadzikiewicza, kierownika polskiej ekspedycji na Spitsbergen w 1934 roku. Nazwę nadał w 1953 roku Norweski Instytut Polarny.